# Conway (Karolina Południowa)
Conway – miasto w Stanach Zjednoczonych, w stanie Karolina Południowa, w hrabstwie Horry.